# Робертсон, Финли
Фи́нли Ро́бертсон (англ. Finlay Robertson; род. 12 ноября 2002, Данди) — шотландский футболист, полузащитник клуба «Данди».

## Клубная карьера
Робертсон — воспитанник клуба «Данди». 18 мая 2019 года в матче против «Сент-Миррена» он дебютировал в шотландской Премьер-лиге. По итогам сезона клуб вылетел в шотландский Чемпионшипе, но игрок остался в команде и спустя два сезона помог ей вернуться в элиту. В 2021 году Робертсон был арендован «Коув Рейнджерс». 25 сентября в матче против «Эйрдрионианс» он дебютировал в Первой лиге Шотландии. По окончании аренды Финли вернулся в «Данди». 